# Owczarnia (Pasłęk)
Owczarnia (deutsch Schäferei) ist ein Ort in der polnischen Woiwodschaft Ermland-Masuren. Er gehört zur Stadt Pasłęk (Preußisch Holland) innerhalb der Gmina Pasłęk im Powiat Elbląski (Kreis Elbing).

## Geographische Lage
Owczarnia liegt am Nordufer der Weeske (polnisch Wąska) im nördlichen Westen der Woiwodschaft Ermland-Masuren, am nordwestlichen Rand der früheren Kreisstadt Pasłęk und 17 Kilometer südöstlich der heutigen Kreismetropole Elbląg (Elbing).

## Geschichte
Der seinerzeit Schäferei genannte Ort bestand aus einem kleinen Hof. Er war ein Vorwerk zum Gut Weeskenhof (polnisch Rzeczna) im ostpreußischen Kreis Preußisch Holland und zählte im Jahre 1910 33 Einwohner, von 1939 bis 1945 im gemeindefreien Gutsbezirk Remonteamt Weeskenhof.
In Kriegsfolge fiel 1945 das gesamte südliche Ostpreußen an Polen. Der Ort Schäferei erhielt die polnische Namensform „Owczarnia“ und wurde wieder verselbständigt. Am 31. Juli 2020 aber beschloss der Ministerrat der Republik Polen die Eingemeindung in die Stadt Pasłęk, die zum 1. Januar 2021 vollzogen wurde. – innerhalb der Stadt-und-Land-Gemeinde Gmina Pasłęk im Powiat Elbląski (Kreis Elbing), von 1975 bis 1998 der Woiwodschaft Elbląg, seither der Woiwodschaft Ermland-Masuren zugehörig.

## Religion
Der Ort Schäferei war bis 1945 in die evangelische Pfarrkirche der Stadt Preußisch Holland in der Kirchenprovinz Ostpreußen der Kirche der Altpreußischen Union eingegliedert. Heute gehört Owczarnia zur St.-Georgs-Kirche in Pasłęk innerhalb der Pfarrei Ostróda (Osterode) der Diözese Masuren der Evangelisch-Augsburgischen Kirche in Polen.
Seitens der Zugehörigkeit zur römisch-katholischen Kirche hat sich nichts geändert: Schäferei gehörte vor 1945 und Owczarnia gehört seit 1945 zur Pfarrei St. Josef in Pasłęk im jetzigen Bistum Elbląg.

## Verkehr
Owczarnia liegt an der Woiwodschaftsstraße 513, die von Krosno (Krossen) aus über Pasłęk, Orneta (Wormditt) und Lidzbark Warmiński (Heilsberg) bis nach Wozławki (Wuslack) führt. Der Bahnhof in Pasłęk ist die nächste Bahnstation und liegt an der Bahnstrecke Olsztyn–Bogaczewo.